# シラヌヒ
シラヌヒ（不知火）は、ミカン科ミカン属の柑橘類のひとつ、「清見（きよみ）」と「ポンカン」の交配により作られた品種である。果実は皮が厚いが果肉はやわらかく、甘味が強い。
日本における2010年の収穫量は42,440 トンであり、熊本県、愛媛県、和歌山県、広島県、佐賀県の5県で全国の生産量の8割を占める。尚、デコポンはシラヌヒとその近縁種における熊本県果実農業協同組合連合会（JA熊本果実連）の登録商標であり、同会を含む日本園芸農業協同組合連合会（日園連）傘下の農業団体が出荷する糖度13度以上、酸度1度以下という厳格な規格に適合したものにのみ冠することができる名称である。

## 果樹の栽培歴史
1972年、長崎県南島原市にある農研機構(旧農林水産省果樹試験場）で、「清見（きよみ）」タンゴールと中野3号「ポンカン」を交配して誕生した。
果形は果梗部にデコが現われやすく不揃いになりやすく、果皮は見た目が粗く成熟するとややくすんでしなびるなど、外見上の弱点が目立ち育成試験場では選抜対象とはならず品種登録はされなかった。
その後、試験栽培中の苗木が口之津から運ばれ、熊本県宇土郡不知火町（現・宇城市）に渡り、品種名を「不知火」として栽培の取り組みが始まった。古くから甘夏の産地として知られていた不知火町および周辺地域では1975年頃から甘夏に代わる柑橘を模索していたという事情も重なって、不知火海（八代海）沿岸の宇土半島、天草諸島、葦北地方などを中心に広がり、その後、鹿児島県、愛媛県（八幡浜市、伊方町、松山市など）や広島県、佐賀県、和歌山県、静岡県等の全国へと普及していった。
なお、同じものが韓国の済州島へ渡って特産品となり、漢拏峰（ハルラボン）という名前で生産されている。またアメリカのカリフォルニア州では、Sumo Citrus（スモウシトラス）やSumo Mandarin（スモウマンダリン）の名前で栽培されている。

### 日本の主な産地
シラヌヒはそれまで首位だったイヨカンを抜いて晩柑類で収穫量トップとなっている。熊本県が主産地として知られ、愛媛県、和歌山県、広島県、佐賀県がそれに次ぐ。鹿児島県、大分県も1000トンを超えている。なお、カワノナツダイダイやハッサク、イヨカンなど中晩柑の転換作物として広まっているが寒さに弱いため、産地は温暖な場所に限られている（産地は特産果樹生産動態調査による）
- 静岡県
  - 静岡市、伊東市
- 三重県
  - 御浜町
- 和歌山県
  - 有田川町（旧吉備町）、紀の川市（旧那賀町）、有田市
- 広島県
  - 尾道市（旧瀬戸田町）、呉市（旧豊町、旧蒲刈町）、大崎上島町
- 徳島県
  - 阿波市（旧市場町）
- 愛媛県
  - 八幡浜市（旧保内町、旧八幡浜市）、松山市、伊方町（旧三崎町）など
- 佐賀県
  - 唐津市、鹿島市、太良町
- 熊本県
  - 宇城市（旧三角町、旧不知火町）、天草市（旧五和町）、芦北町（旧田浦町）など

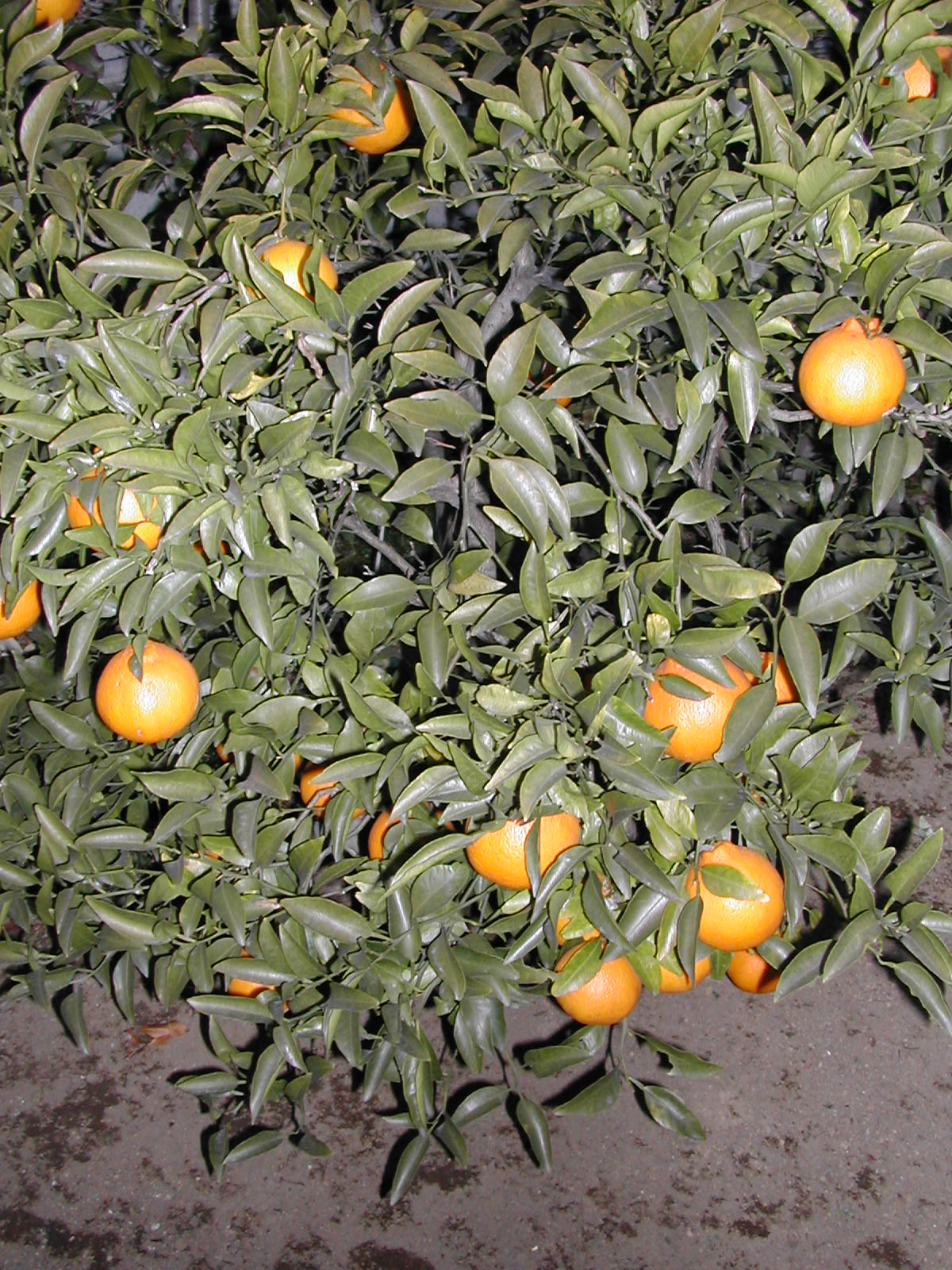
シラヌヒの果樹

- 大分県
  - 佐伯市、津久見市、杵築市
- 宮崎県
  - 日南市、宮崎市
- 鹿児島県
  - 阿久根市、出水市、長島町

## 果実
初冬から翌春にかけて旬を迎える。
熊本県では主に宇城、芦北、天草地域の沿岸部で、温暖な気候を利用して栽培されている。加温ハウス栽培されたものが、12月 - 翌1月、雨除け栽培ものが2月 - 3月、露地栽培されたものが3月中旬 - 4月一杯まで出荷される。その後も、低温貯蔵されたものが6月上旬まで出荷される。
実の外見上の凸が特徴であるが、凸のあるなしは味や品質に関係ない。果皮は厚いが剥き易く、じょうのう膜も薄く袋のまま食べられ、種もほとんど無い。日持ちも良く、糖度が高く、食味にも優れる事から市場や消費者の支持を得て、価格が低迷していた甘夏、ハッサク等に代わる有望な中晩生柑橘として、平成以降急速に栽培面積が増加した。収穫したての露地物で酸味の強いものは、貯蔵させて酸味を取ることがある。
ケーキ・菓子や、加工してジュース・ジャム・果実酒としても利用される。

## 整枝・剪定
「シラヌヒ」や「はるみ」で行われる剪定方法として、小田原市の浦井貫之が考案した「早川式坊主枝剪定」が知られている。整枝は開心自然形を基本とするが、主枝を途中で切り返し20 - 30cmを坊主枝にすることにより、結果枝を除去し、発育枝を発生させ樹勢の低下を防ぐのと同時に亜主枝上の二年枝を予備枝に設定し樹勢維持を図る。神奈川県で普及をしている。

## 育種親としての利用
「シラヌヒ」の珠心胚実生の中から選抜育成された品種に、「安芸の輝き」・「肥の豊」・「佐賀果試34号」・「真鍋不知火（マナベデコ）」がある。また、「シラヌヒ」の枝変わりとして「大将季」が、変異株として「陽のかおり」「愛の香」がある。